# Hesperotingis
Hesperotingis is een geslacht van wantsen uit de familie van de Tingidae (netwantsen). Het geslacht werd voor het eerst wetenschappelijk beschreven door Parshley in 1917.

## Soorten
Het genus bevat de volgende soorten:

- Hesperotingis antennata Parshley, 1917
- Hesperotingis duryi (Osborn & Drake, 1916)
- Hesperotingis floridana Drake, 1928
- Hesperotingis fuscata Parshley, 1917
- Hesperotingis illinoiensis Drake, 1918
- Hesperotingis mississipiensis Drake, 1928
- Hesperotingis occidentalis Drake, 1922